# Burbank (Washington)
Burbank és una concentració de població designada pel cens dels Estats Units a l'estat de Washington. Segons el cens del 2000 tenia 3.303 habitants.

## Demografia
Segons el cens del 2000, Burbank tenia 3.303 habitants, 1.089 habitatges, i 908 famílies. La densitat de població era de 96,1 habitants per km².
Dels 1.089 habitatges en un 41,7% hi vivien nens de menys de 18 anys, en un 71,7% hi vivien parelles casades, en un 7,3% dones solteres, i en un 16,6% no eren unitats familiars. En el 13,1% dels habitatges hi vivien persones soles el 5,3% de les quals corresponia a persones de 65 anys o més que vivien soles. El nombre mitjà de persones vivint en cada habitatge era de 3,03 i el nombre mitjà de persones que vivien en cada família era de 3,29.
Per edats la població es repartia de la següent manera: un 31,1% tenia menys de 18 anys, un 7,6% entre 18 i 24, un 28,8% entre 25 i 44, un 24,6% de 45 a 60 i un 8% 65 anys o més.
L'edat mediana era de 35 anys. Per cada 100 dones de 18 o més anys hi havia 100,5 homes.
La renda mediana per habitatge era de 50.522 $ i la renda mediana per família de 52.146 $. Els homes tenien una renda mediana de 40.343 $ mentre que les dones 28.580 $. La renda per capita de la població era de 17.105 $. Aproximadament el 3,4% de les famílies i el 6,5% de la població estaven per davall del llindar de pobresa.

## Poblacions més properes
El següent diagrama mostra les poblacions més properes.